# Lucia Bertana
Lucia Bertana, detta anche Lucia Bertano, Lucia Bertani, Lucia Dell'Oro, Lucia Dall'Oro, Lucia Dall'Oro Bertani, Lucia Bertana Gorona o Lucia Bertana Gurona (Bologna, 1521 – Roma, 1º gennaio 1567), è stata una scrittrice e poetessa italiana in lingua volgare attiva a Bologna.
Celebre e influente alla sua epoca, Bertana è oggi caduta nell'oblio.

## Biografia
Poco si sa della poetessa Lucia Bertana. Secondo alcune fonti era di origini modenesi. Nata nel 1521 probabilmente a Bologna come affermano tra gli altri il poeta Dionigi Atanagi e l'abate e bibliotecario modenese Tiraboschi, Bertana avrebbe portato da nubile il nome di famiglia dell'Oro o Dall'Oro, ramo italiano della famiglia francese D'Aure. Le fonti concordano sul fatto che visse nella città felsinea.
Descritta come una «dama saggia, bella e gentile», ma anche colta, dotata di una buona preparazione musicale e astrologica e «intendentissima» anche nella pittura, sposò il diplomatico modenese Gurone Bertani, fratello del prelato Pietro Bertani.
Secondo quanto riportato dall'abate Tiraboschi, Lucia Bertana si trasferì in seguito a Roma su consiglio del cognato e futuro cardinale Pietro Bertani e «quivi per le sue somme doti fisiche e morali […] da molti poeti venne notata».
Influente, abile nell'intrattenere relazioni sociali, culturali e politiche, Lucia Bertana «figura tra le cento nobildonne chiamate ad essere madrine per il battesimo del figlio della regina di Boemia.»
Nel 1559 aveva già pubblicato numerose opere. Apprezzata dai suoi contemporanei, Bertana frequentò e tenne una corrispondenza con varie personalità illustri della sua epoca, a cui dedicò delle rime o che le dedicarono dei sonetti a loro volta. Negli anni sessanta del Cinquecento fu introdotta nell'ambiente fiorentino dal letterato Gherardo Spini con il quale, a dire del Bronzino, intratteneva un legame d'amore platonico.
Tra gli intellettuali con i quali fu in contatto epistolare o poetico si ricordano Vincenzo Martelli, Benedetto Varchi, Laura Battiferri, Alessandro Melani o ancora Ludovico Domenichi che le indirizzò alcune Dedicatorie tra cui l'Orazione di Gio. Guidiccioni alla Repubblica di Lucca e l'inserì in un'antologia.
Nell'inverno del 1556-57, Bertana cercò di riappacificare tra loro Annibale Caro e Ludovico Castelvetro, suoi stimati colleghi, mediando senza successo nella polemica che li opponeva.

### Scrittrice e poetessa
Come scrittrice era dotata di «uno stile di prosa vigoroso e raffinato», definito anche «alto e chiaro».
Fiorì nel 1550 e i suoi componimenti furono pubblicati a stampa «in varie miscellanee bolognesi degli anni Cinquanta».
Celebrata dai suoi contemporanei, «non meno che di valorosa nella Poesia», Lucia Bertana era considerata una delle poetesse più eminenti del suo secolo, al pari di Laura Terracina, Gaspara Stampa e Tarquinia Molza.
Come riporta l'Almanacco statistico bolognese del 1831, citando Giovanni Fantuzzi, «niuna raccolta di pregevoli rime di poetesse italiane si stamparon dal tempo in cui fiorì che non vi si trovasser componimenti di lei.»
Giuseppe Maffei nel suo Storia della letteratura italiana la posiziona al terzo posto tra le più ammirabili poetesse del XVI secolo, subito dopo Vittoria Colonna e Veronica Gambara.
In un saggio del 2018 Clara Stella ricostruisce la figura di Lucia Bertani e analizza la sua opera: 
Nel sonetto Hebbe l'antica et gloriosa etade pubblicato nelle Rime di diversi eccellentissimi autori, ai versi 12-14, Lucia Bertana si espresse a favore delle donne scrittrici e del loro stile scorrevole: «queste alme illustri son cagion, ch'ogni arte / tento, per torre a la mia luce l'ombra / sol perché al mondo un dì si mostri chiara.»

### La morte, i riconoscimenti postumi e la caduta nell'oblio

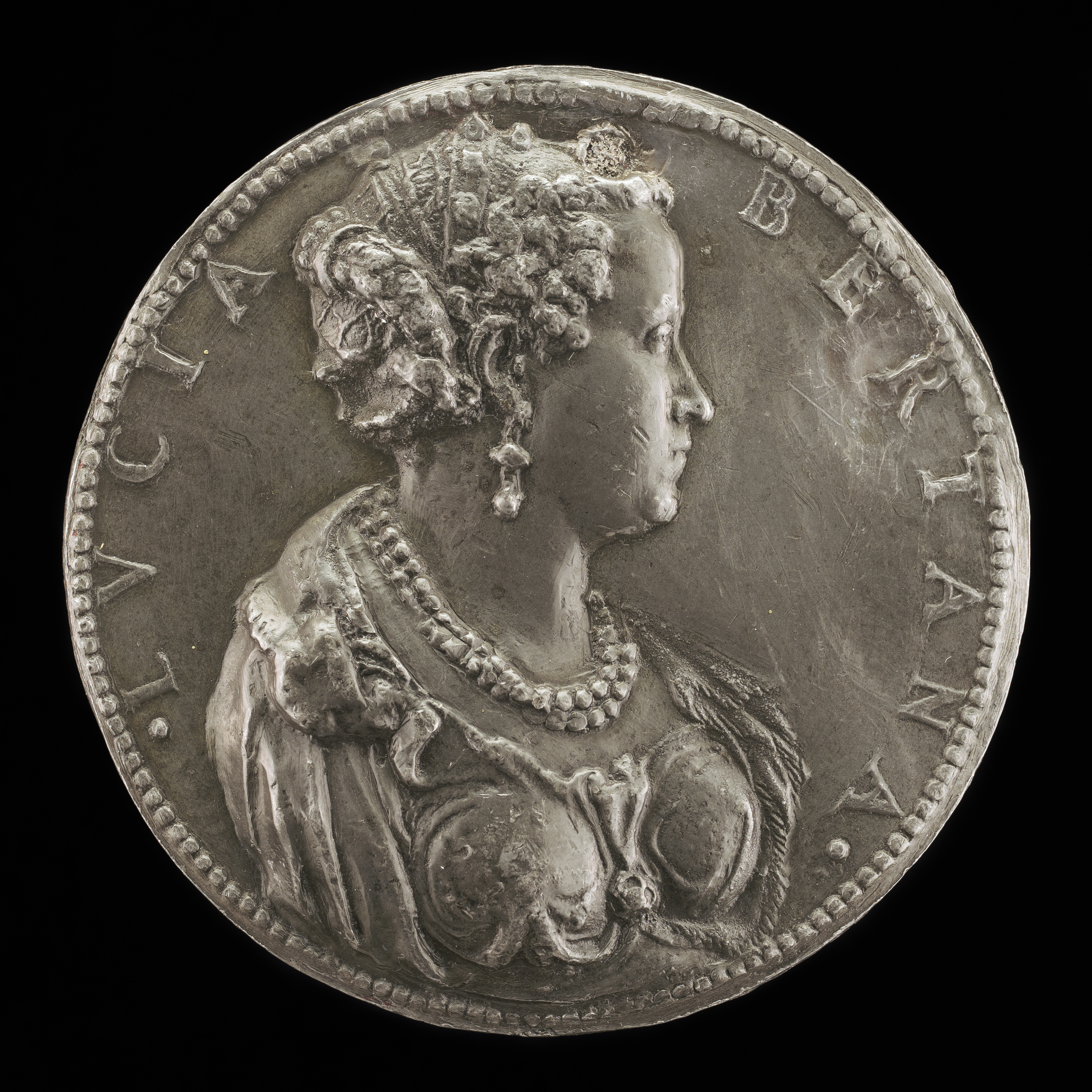
Medaglia conservata alla National Gallery of Art di Washington D.C.

Morì a Roma il 1º gennaio 1567, a 46 anni. Un monumento in marmo venne eretto dal marito in suo onore nella chiesa di Santa Sabina a Roma, recante l'iscrizione: 
Celebrata anche in epoche successive, fu «esaltata come punto di riferimento anche per altre nobildonne». Delle sue opere resta una ventina di poesie incluse nelle più prestigiose antologie poetiche pubblicate nel Cinquecento e nel Seicento.
Le sue lettere manoscritte a Benedetto Varchi, secondo una fonte d'epoca, erano conservate nel Codice 481 della Libreria Strozziana di Firenze.
Sono state coniate varie medaglie o monete con la sua effigie, di cui un paio sono conservate al British Museum, un'altra alla National Gallery of Art, e altre erano segnalate da fonti ottocentesche come presenti nei musei Trombelli e Mazzuchelli e all'Istituto patrio.
Oggi è caduta nell'oblio e la critica ha quasi dimenticato il suo nome.

## Opere
Nelle antologie:
- Rime diverse d'alcune nobilissime, et virtuosissime donne, raccolte per M. Lodovico Domenichi, e intitolate al signor Giannoto Castiglione gentil’huomo Milanese, Lucca, Vincenzo Busdraghi, 1559[28]